# Wawel
A Wawel egy mészkőrög Krakkóban, a Visztula bal partján. 228 méterrel emelkedik a tengerszint fölé. A domb tetején épült a királyi palota, bástyák és a katedrális. A lengyel királyokat és több híres lengyel személyiséget a katedrálisban  temettek el.

## A Wawel-domb

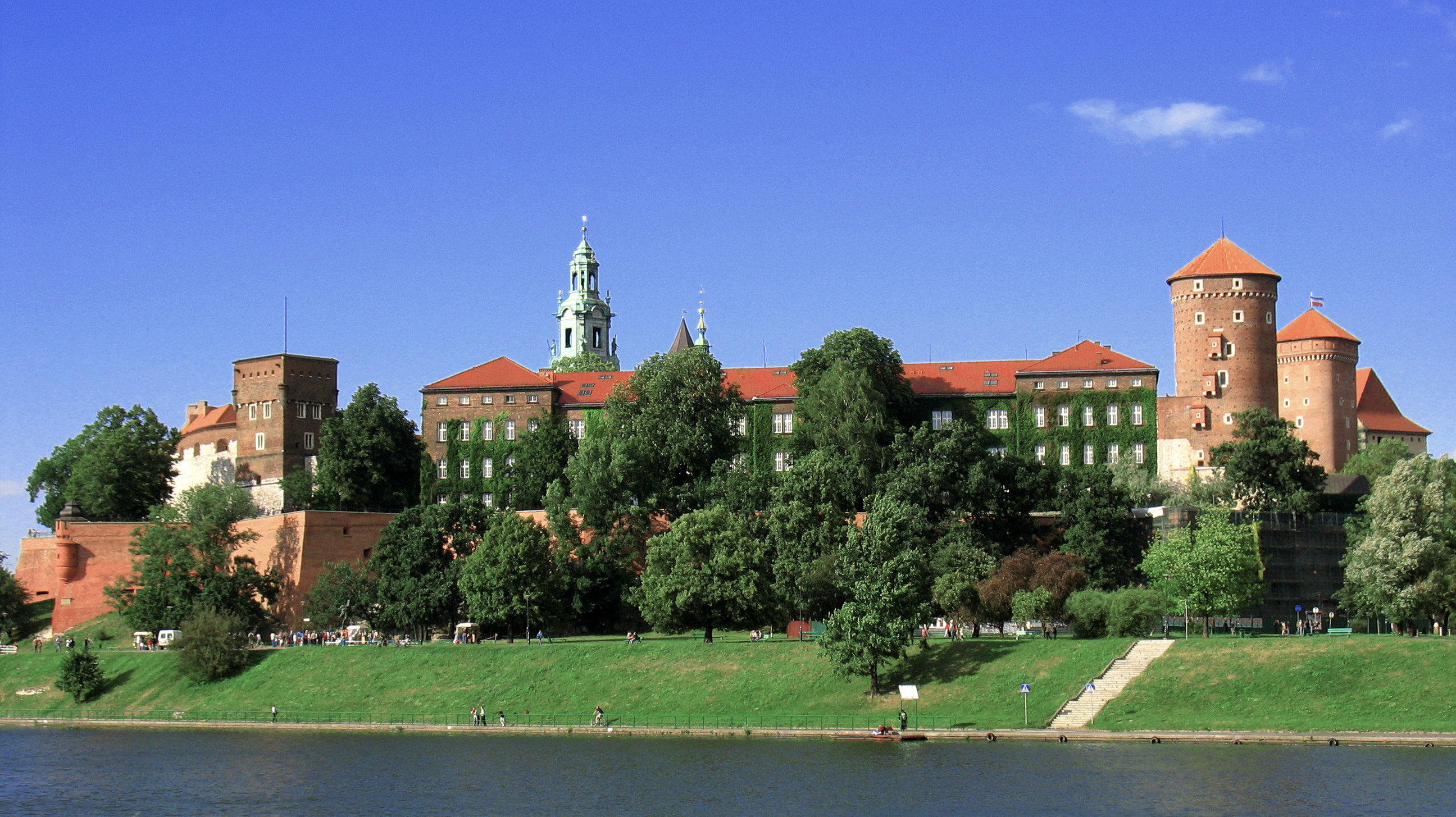
A Wawel-domb Krakkóban

A domb a miocén korban (25-5 millió éve) keletkezett vetődéssel, a jura időszakból származó mészkőből épül fel, mely erősen karsztosodott, barlang is kialakult a domb oldalában (lásd: Sárkány-barlang). A wawel szó lengyelül vízmosásos szakadékot jelent, amely arra utalhat, hogy egykor egy földcsuszamlás két részre osztotta a dombot. Más elmélet szerint a wawel szó alatt mocsaras helyből kiemelkedő dombot kell érteni. A domb aljában fejlődött ki a középkorban Okół városa, mely idővel egybeépült Krakkó Óvárosával, rajta az alábbi történelmi épületek csoportja található:
- a Királyi palota
- a Waweli székesegyház
- további épületek (pl. a Vikáriusok háza), tornyok, templomok

Az épületkomplexumot bástyarendszer, várfalak veszik körül. Az épületek, építmények többsége a középkorban illetve a reneszánsz korban épült, a középkorban a Wawelből irányították a lengyel államot. A Lengyel–Litván Unió megalakítása után a Wawel lett Európa egyik legnagyobb államalakulatának a központja. Ezt a státuszát csak a 17. században veszítette el, amikor Lengyelország fővárosává Varsó vált. Lengyelország feldarabolása után a Wawel az elveszett lengyel állam szimbólumaként demonstrációk, politikai akciók és találkozók állandó helyszíne lett.

## A kezdetektől a 11. század közepéig
A régészeti kutatások szerint a legkorábbi település a Wawel-dombon kb. 100 000 évvel ezelőtt jött létre, és gyors fejlődésnek is indult, köszönhetően annak, hogy több kereskedelmi út csomópontja haladt át a területen. Később a Wawel volt az egyik legfontosabb erőssége a visztulánok törzsének, akik a 8. és a 9. század között uralták a területet. Legendás uralkodóikat, Krakot és Wanda hercegnőt a 13. század beli krónikás, Wincenty Kadłubek említi. A 10. században a visztulánok területe és Krakkó település a Lengyel Királyság része lett.
1000-ben megalakult a krakkói egyházkerület, amit a helyi katedrális építése követett. Az építkezés azonban elhúzódott, a Német-római Birodalommal állandóan kiújuló konfliktusok miatt, egészen a bautzeni béke aláírásáig, 1018-ig. Az eredeti katedrálisnak csak maradványai őrződtek meg. A templom I. Břetislav cseh fejedelem 1040-es hadjáratában, vagy a városban dúló tűzvészben pusztult el, az 1080-as években.
A dombon a katedrális mellett számos más épületet kezdtek el emelni, a legkorábbi építmények fából készültek a 9. században, az első kőépületek a 10. és a 11. században készültek el. Ebből az időszakból a következők maradványai állnak még ma is:
- a Szűz Mária-rotunda – a 10–11. századból
- a B templom – az eredeti katedrális legkorábban készült része, a 10. századból
- a Szent Gereon-templom – valószínűleg a palota kápolnája
- a Szent György-templom – újjáépíttetése tervbe véve
- a Szent Mihály-templom alapjai
- a 24 oszlopos szoba – talán a hercegi palota része
- a négyszögletes épület – rendeltetése ismeretlen, hercegi magtár vagy temetőkápolna
- az Öregtorony – lakótorony és védőbástya

## A 11. századtól a 12. századig
1038–39-ben I. Megújító Kázmér visszatért Lengyelországba és támogatta, hogy Krakkó legyen a királyi székhely és a főváros is.
A 11. század végén újabb katedrálist kezdtek el építeni, a Hermanowskát, amely nevét valószínűleg építtetőjéről, I. Ulászló lengyel fejedelemről kapta. Az új katedrálist 1142-ben szentelték fel. A templom román stílusban épült, maradványai megtalálhatók az Ezüstharang-torony alsó részén, és megmaradt a templom egyik hajója is, ami ma a Szent Lénárd-kripta. Az időszak további épületei:
- Ismeretlen nevű kápolna a 12. századból, melyet a IV. Ulászló bástyája melletti rotundának szoktak nevezni, talán keresztelőkápolnának építették.
- A Sárkány-barlanghoz közeli templom
- Rotunda a Sandomierzi-bástya mellett a 11. század második feléből.

## Agótikakora

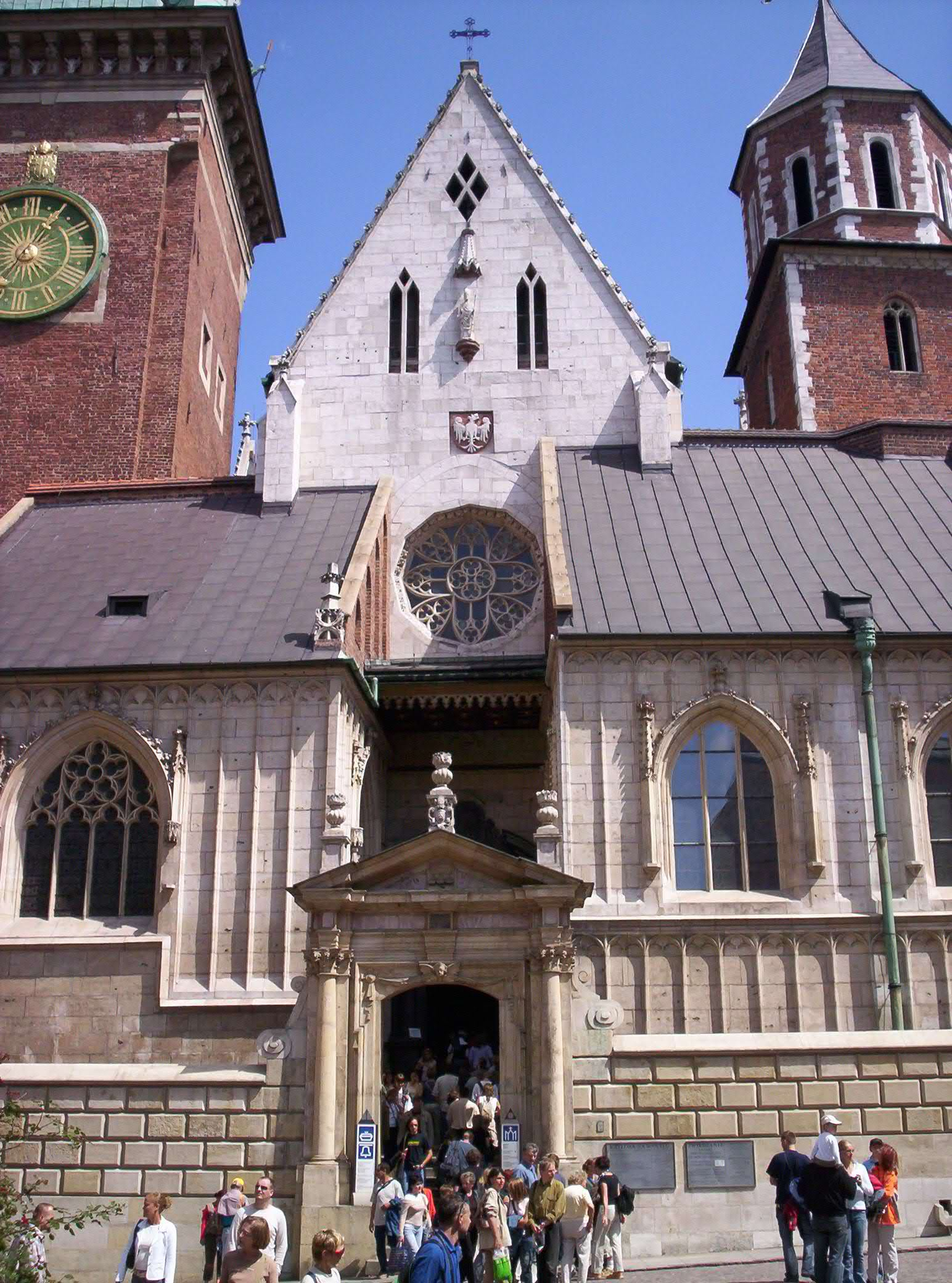
A katedrális homlokzata

1305-ben vagy 1306-ban a katedrális részben leégett, ennek ellenére 1320-ban meg lehetett tartani I. Ulászló lengyel király koronázását. Még ugyanebben az évben a király kezdeményezésére megkezdték a sorrendben harmadik templom építését, amely kisebb módosításokkal máig is áll. Az új katedrálist 1364-ben szentelték fel. A templom háromhajós, kereszthajóval, szentélykörüljáróval, melyhez az építés kezdetétől a következő évszázadokig kápolnákat építettek. Az elsők a szentélynél épültek fel – 1322-ben a Szent Margit-kápolna, mely jelenleg sekrestyeként szolgál, néhány évvel később felépült az a kápolna, amelyet később Báthory-kápolnának hívtak.
Zofia Holszańska, Jagelló Ulászló utolsó felesége a nyugati kapu mellett emeltetett egy kápolnát, melyet később róla neveztek el, valamint Jagelló Kázmér parancsára építették fel a Szentkereszt-kápolnát. A 15. század folyamán további, végül is összesen 19 kápolna épült, amelyeket azonban a későbbi századokban jelentősen átépítettek.
I. Ulászló volt az első lengyel király, akit a waweli katedrálisban temettek el. Homokkőből faragott szarkofágja a 14. század közepén készült Nagy Kázmér uralkodása alatt.
Nagy Kázmér és Jagelló Ulászló síremléke szintén itt van, de a legértékesebb Jagelló Kázméré, melyet Veit Stoss készített, 1492-ben. A 16. század elején állították I. János Albert késő gótikus síremlékét, melyet egyesek Jorg Huber munkájának tartanak.
Nagy Kázmér parancsára az udvart körülvevő több épületből álló gótikus kastélyt építettek. Ez az épületegyüttes a 14. század végén keletkezett Jagelló Ulászló és Hedvig idején, az ő uralkodásuk alatt épült hozzá az úgynevezett Tyúkláb és Dán-torony. Ebből a palotából a Jagelló és Hedvig-terem, ahol a Szczerbiec, a lengyel királyok koronázási kardja van kiállítva.
Ebben a korban több lakóépület létesült számos pap, királyi hivatalnok és kézműves számára, valamint védelmi falak és bástyák: a Jordanka, Lubranka (ezt később Szenátor-bástyának hívták), a Sandomierzi-bástya, Tęczyński-bástya, Nemesek-bástyája, Tolvaj-bástya, és Kisasszony-bástya.

## Reneszánsz

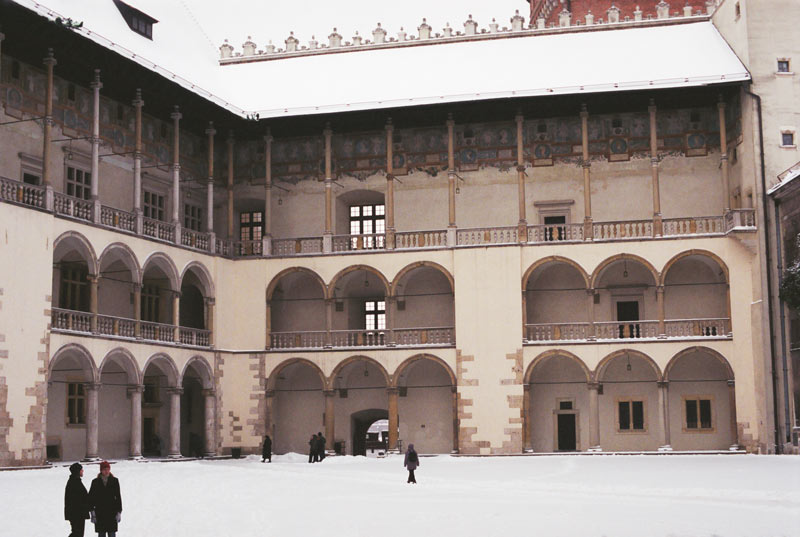
Reneszánsz palota – nyugati és déli szárny

Az utolsó Jagelló királyok ideje volt a Wawel aranykora. Ekkor (1507 és 1536 között) teljesen átépítették a királyi székhelyet. A hatalmas vállalkozás mecénása maga a király, Öreg Zsigmond volt. A munkálatokat két olasz építész, a firenzei Ferenc és Bartolommeo Berrecci irányította, majd haláluk után a lengyel Sandomierzi Benedek (Benedykt z Sandomierza) folytatta. Különös figyelmet érdemes szentelni a palota gyönyörű udvarára. A karcsú, könnyű oszlopok tartotta árkádos folyosókról a tágas és fénnyel teli termekbe léphetünk. A palota belső terei a fenséges Követek termével és kazettás mennyezetével a lengyel és olasz mesterek művészetéről és a legkülönbözőbb mesteremberek hozzáértéséről tanúskodnak. A palota termeinek falait gobelinek borítják, amelyeket Zsigmond Ágost gyűjtött.
A 16. század elején János Albert király firenzei Ferenc készítette síremlékét helyezték el egy falmélyedésben. Ez az első tiszta reneszánsz munka Lengyelországban. 1517-ben kezdték építeni a 16 évvel később befejezett Zsigmond-kápolnát, mely az utolsó Jagellók mauzóleuma. Ebből a korból Jagelló Ferdinánd kardinális, Piotr Gamrat, Piotr Tomicki, Jan Chojeński és Samuel Maciejowski püspök síremléke is fennmaradt. 1520-ban öntötték a híres Zsigmond-harangot.
A katedrálisban az alábbi manierista emlékek találhatóak: Báthory István és Filip Padniewski püspök síremléke – mindkettő Santi Gucci műve, és Andrzej Zebrzydowski püspök síremléke, melyet Urzędówi Jan Michałowicz faragott.

## Barokk
1595-ben tűzvész pusztította el a palota északkeleti részét. A tűz után III. Zsigmond a palota újjáépítését határozta el, ezt Jan Trevano építész irányította. Ebből a rekonstrukcióból többek között a Szenátor-lépcső és a Madarak alatti terem kandallója maradt meg.
Amikor 1609-ben III. Zsigmond átköltözött az új fővárosba, Varsóba, a Wawelre nehéz idők köszöntek. Az épületekre a kormányzó felügyelt, azonban ennek ellenére mind a palota, mind más épületek lassan mentek tönkre. Rossz állapotukhoz az 1655 és 1657 között és 1702-ben itt állomásozó svéd csapatok is hozzájárultak. A Wawelt 1794-ben a porosz hadsereg is elfoglalta, ekkor az addig soha nem érintett koronázási jelvényeket is elrabolták (a koronázási kard kivételével). A 17. század háborúi során a Wawel várfalát felújították.
A főváros Varsóba helyezése azonban nem változtatott a katedrális szerepén és jelentőségén, továbbra is koronázó templom maradt és ide is temették a királyokat. A katedrálison sok változtatás zajlott le – megmagasították a szentélykörüljárót, kialakították Szent Szaniszló márvány oltárát és ezüst koporsóját, valamint a főoltárt, amelyek ma is láthatók. A barokk korban több síremléket is állítottak: Michał Korybut Wiśniowiecki és Sobieski János királynak, valamint Marcin Szyszkowski, Piotr Gembicki, Jan Małachowski püspöknek. Felépült több kápolna, többek között a Wasa-kápolna.

## 19. század

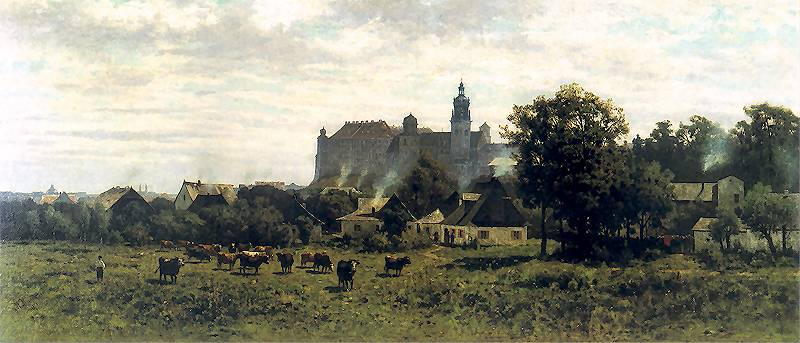
Władysław Malecki: A Wawel látképe (1873), Varsó, Nemzeti Múzeum

1795-ben, Lengyelország harmadik felosztásakor a Wawel osztrák fennhatóság alá került. Az osztrák hadsereg a Wawelt laktanyává alakította át, ami egy sor átépítéssel és pusztítással járt: befalazták az árkádokat, a vár belső tereit átalakították, az épületek egy részét lebontották (többek között a Szent György- és Szent Mihály-templomot). A krakkói felkelés bukása és a Krakkói Köztársaság eltörlése után a Wawelben három hatalmas katonai kórházat építettek. A 19. század második felében az osztrákok úgy építették át a várfalakat, hogy a krakkói erőd részévé váljanak (például két lövegállásokkal ellátott bástya épült). Ezzel egyidejűleg a lengyelek folyamatosan kísérleteket tettek a Wawel visszaszerzésére.
A katedrálisban Józef Antoni Poniatowski és Tadeusz Kościuszko ünnepélyes temetése zajlott le. A Potocki-kápolnát klasszicista stílusban építették át, melyben felállították a híres szobrász, Bertel Thorvaldsen által készített szobrot Artur Potockiról. Ennek a mesternek másik alkotása Zofia királyné kápolnájába került.
1869-ben véletlenül felnyitották Nagy Kázmér koporsóját, ami alkalmat adott újratemetésére. Egyúttal felmerült más királysírok szarkofágjainak kitisztítása (újakat is készítettek – például Ferenc József Wiśniowiecki Mihály király szarkofágját készíttette el, akinek a felesége Habsburg lány volt), és a földalatti kriptákat folyosókkal kötötték össze.

## 20. század

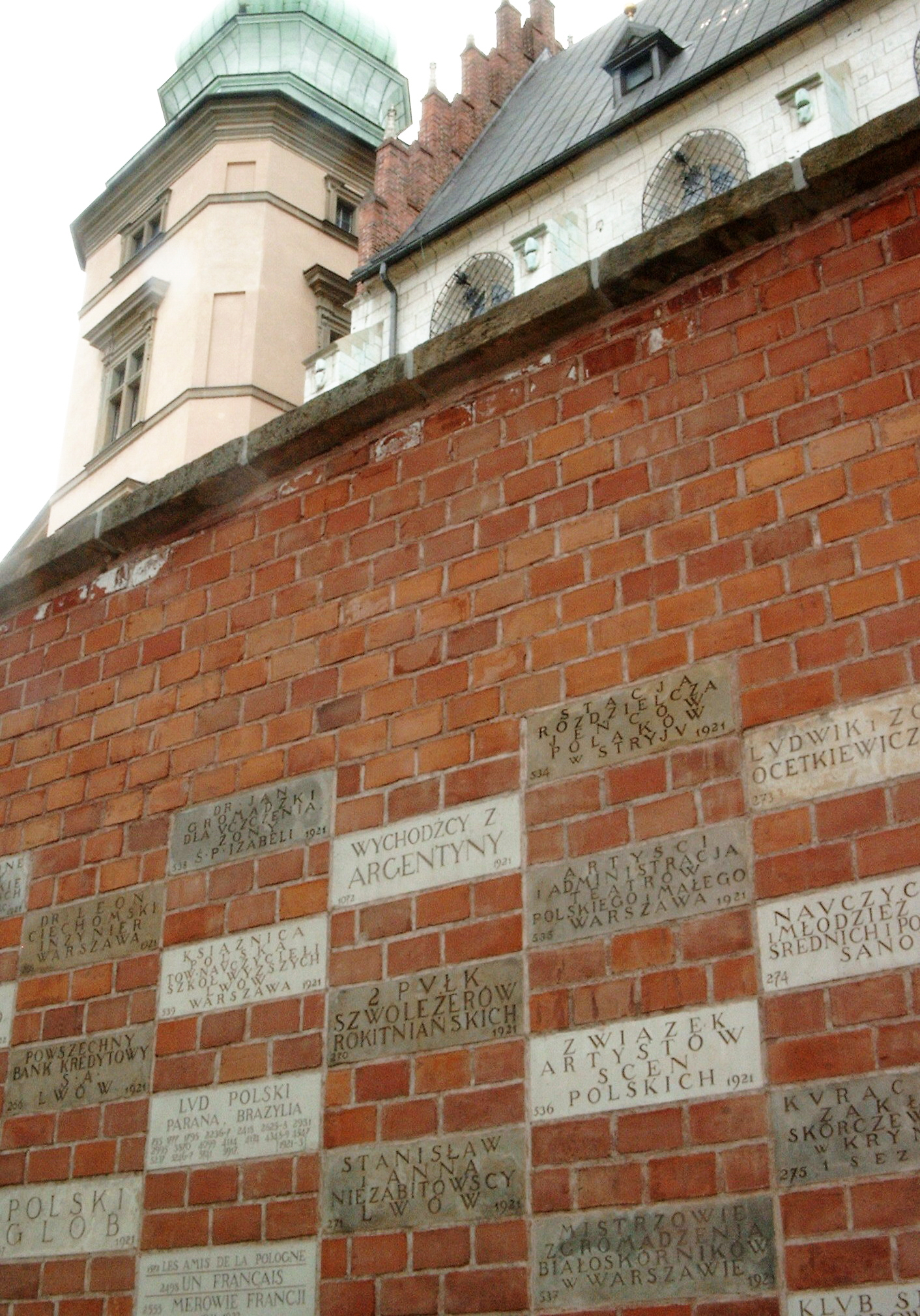
Várfal az adományozók nevével ellátott téglákkal

1905-ben Ferenc József császár engedélyt adott arra, hogy az osztrák katonaság elhagyja a Wawelt. Ezután megindultak Zygmunt Hendel, majd Adolf Szyszko-Bohusz irányításával a helyreállítási munkák, amelyek során feltárták a Legszentebb Szűz Mária-rondellát és más korai építészetei emléket. Az újjáépítési munkák költségeit részben közadakozásból fedezték. Az adakozók nevét a várba vezető északi kapu melletti falba épített téglákon örökítették meg, itt építették fel a Címeres-kaput (Brama Herbowa) és állították fel Tadeusz Kościuszko szobrát.
1904–1907 között Stanisław Wyspiański és Władysław Ekielski építész kidolgozta a Wawel beépítésének nagyszabású, de soha meg nem valósult tervét, a waweli Akropolist. Ide kívánták elhelyezni a lengyel szejmet és a szenátust, a Nemzeti Múzeumot, a Tudás Akadémiáját és a Püspöki Kúriát. Az egész épületcsoportnak ókori jelleget akartak adni, tervezték egy görög színház és Niké-szobor elhelyezését is.

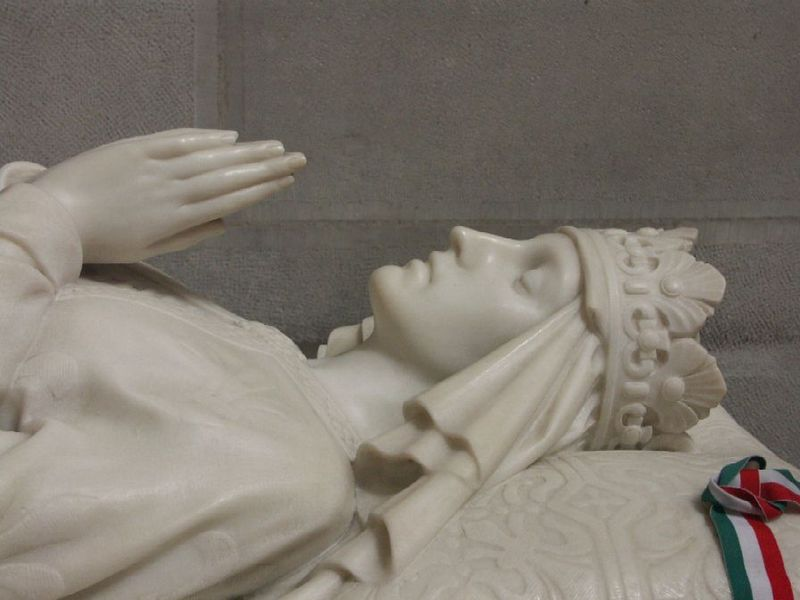
Hedvig királynő síremlékének részlete

Ebben a korban a katedrális két újabb síremlékkel gazdagodott: Hedvig lengyel királynőével 1902-ben és I. Ulászló magyar király (III. Ulászló lengyel király) jelképes síremlékével 1906-ban, mindkettőt Antoni Madeyski készítette. Zsófia királynő kápolnáját 1902–1904 között Włodzimierz Tetmajer építette, a falfestmények lengyel szenteket és nemzeti hősöket ábrázolnak. A katedrális kincstárában a falfestményeket Józef Mehoffer festette 1900 és 1902 között. Ő készítette a katedrális kereszthajójának színes üvegablakait is (a szenvedő Krisztust, Máriát és a szenvedés géniuszát), a Szafraniec család kápolnájának falfestményeit és ablakait, valamint a Szentkereszt-kápolna üvegablakait is. Stanisław Wyspiański szintén készített színes üvegablakterveket a katedrálishoz, azonban ezeket soha nem valósították meg.
Az 1920-as években, Lengyelország függetlenségének visszaszerzése után a lengyel központi hatóságok a Wawelt a köztársaság reprezentációs épületegyüttesének jelölték ki, és az államfő, majd az államelnök használatára rendelték. A Szejm 1921-ben hozott döntése értelmében a waweli épületegyüttes Lengyelország elnökének egyik rezidenciája lett (máig megtartották ezt a lakosztályt).
1921-ben állították fel IV. Ulászló bástyáján a Leonard Marconi és Antoni Popiel szobrászok által készített Tadeusz Kościuszko-emlékművet.
1927-ben vitték a Wawelbe Juliusz Słowacki hamvait. A kriptákban nyugszik Józef Piłsudski és Władysław Sikorski is.
A második világháború alatt a Wawelben székelt Hans Frank főkormányzó. Sok értékes műtárgyat elszállítottak akkor, melyek máig nem tértek vissza Lengyelországba.
1978-ban a Wawel a krakkói óvárossal és a Kazimerz városrész műemlékeivel felkerült az UNESCO világörökség-listájára.

## A Wawel napjainkban

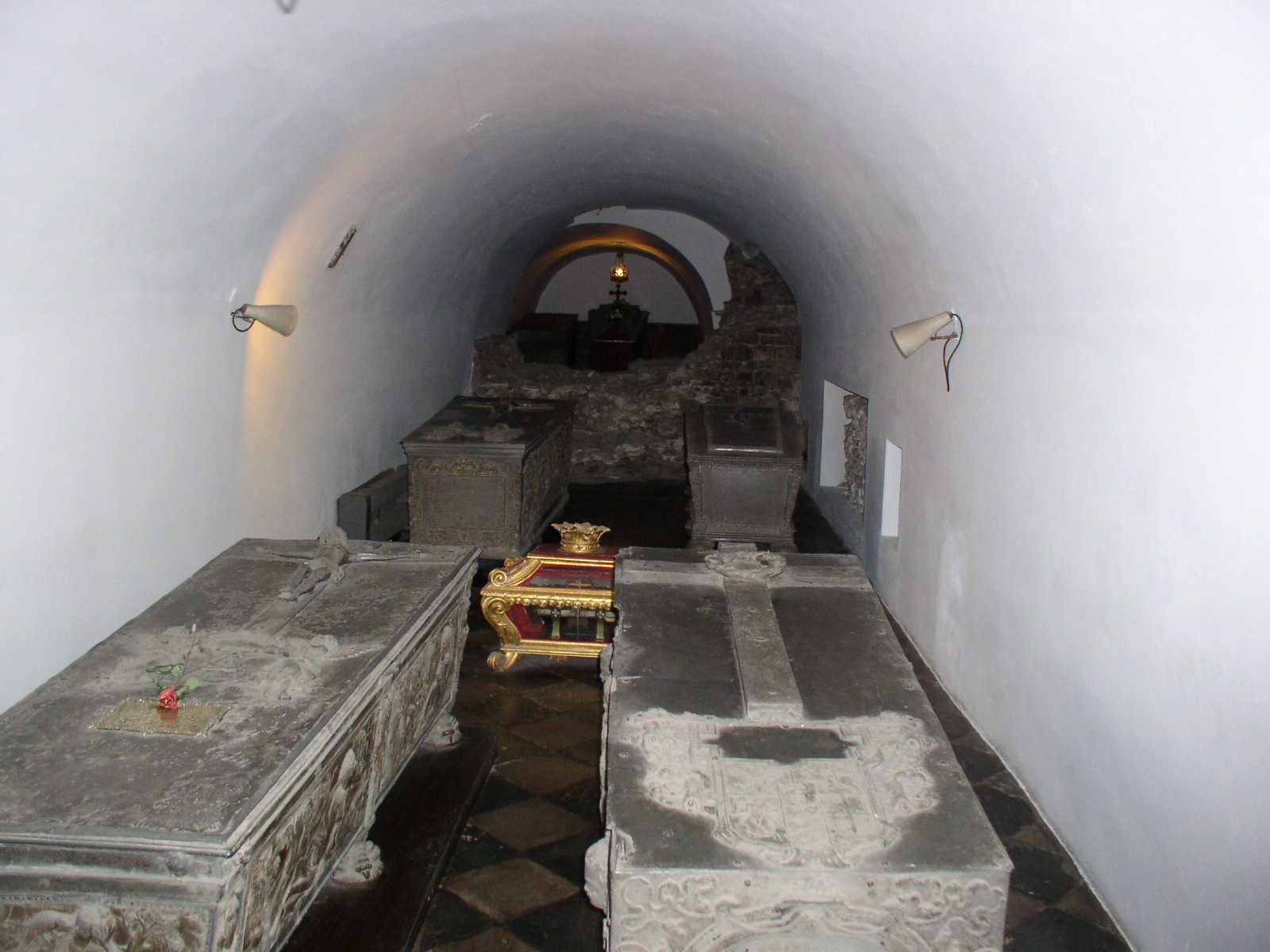
Királysírok a Zsigmond kápolna alatt

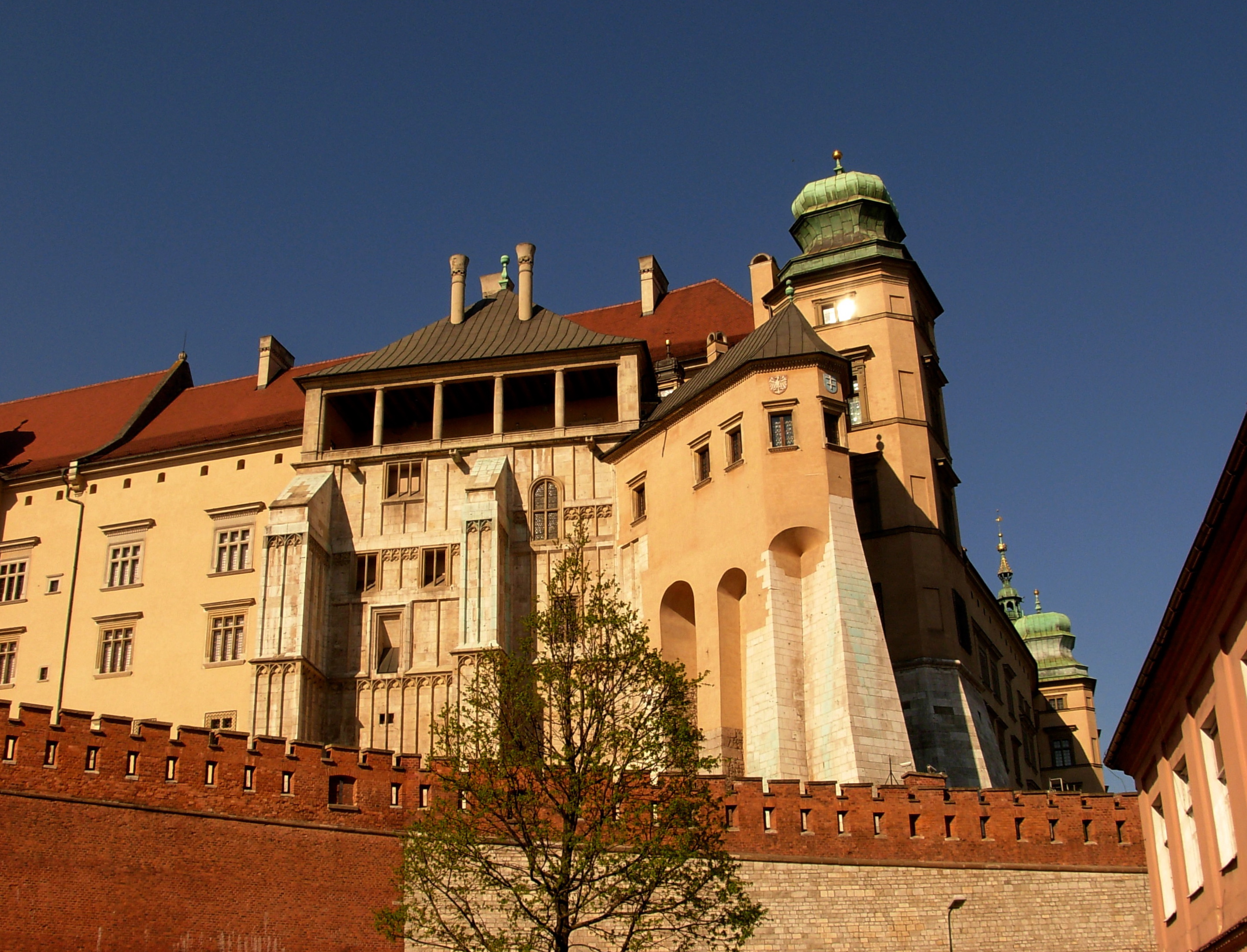
A palota a Wawel tövéből

A következő objektumok látogathatók:
- a királyi palotában:
  - a reprezentációs termek: a földszinten a várnagy helyiségei és a második emelet termei, többek között a lengyel terem, amelynek kazettás mennyezete szoborfejekkel van díszítve és a szenátorok terme.
  - a király személyes lakosztálya
  - a koronaékszerek kincstára, ahol többek között a koronázási kard (Szczerbiec) látható
  - a fegyvertár
  - Kelet művészete – kiállítás
- a waweli székesegyházban:
  - királysírok
  - a lengyel nemzet nagyjainak kriptája
  - a Zsigmond-harang
- a székesegyház múzeuma
- az elveszett Wawel – archeológiai rezervátum a részben újjáépített Szűz Mária rotundával
- Smocza Jama – a sárkány barlangja
- királyi kertek sétaútja – rekonstruált reneszánsz kert.